# خار پاشنه

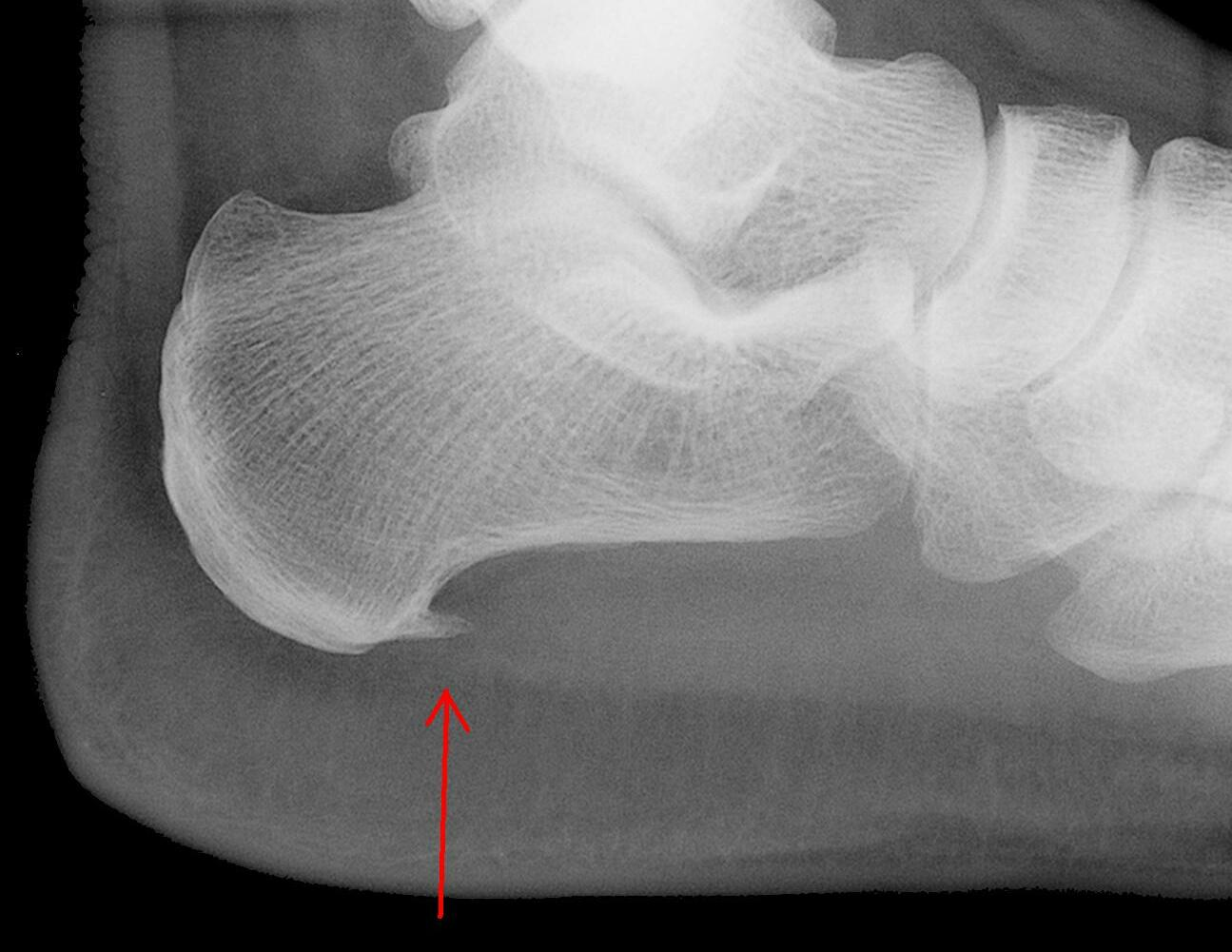

خار پاشنه (به انگلیسی: calcaneal spur) یا خار زیرین پاشنه یکی از ریشه‌های برجسته دردهای پیرامون پاشنه است. خود این خار، در حالت سرشتی، به گونه‌ای برجستگی استخوانی کوچکی درمحل چسبندگی آرنگ کف پا Plantar Fascia به استخوان پاشنه است. در پی کوشندگی بسیار و پیاده‌روی‌های طولانی و نیز در افراد چاق با پدید آوردن تب و تاب آرنگ کف پا، این خار برانگیخته و با رسوب کلسیم برجسته‌تر و دردناک می‌شود. این خار در عکسبرداری پرتو ایکس از پاشنه به روشنی آشکار می‌شود.
خار پشتی پاشنه در بخش پشت پاشنه و در جای چسبیدن تاندون آشیل پدید می‌آید و، با اینکه کمتر از خار زیرین دیده می‌شود، ولی در پی فشارهای شدید پدید می‌آید و در پیاده‌روی طولانی و نیز در برخی بیماری‌ها دردناک می‌شود.

## نشانه‌ها
نشانه‌ها بیماری به گونه درد زیر پاشنه پا در آغاز راه رفتن، به‌ویژه درد هاونگاهی(صبحگاهی) رخ می‌دهد. خم کردن پا به بالا Dorsiflexion درد را افزایش می‌دهد.

## درمان
درمان شامل استراحت،فیزیوتراپی و کاهش مدت زمان راه رفتن و نیز بهره‌گیری از کفی ویژه خار پاشنه مختص هر بیمار، پوشیدن کفش طبی  (دارای سه تا پنج سانتیمتر پاشنه) و تجویز داروهای ضد التهاب است. با دنبال داشتن درد، تزریق داروهای کورتیکواستروئید در کف پا یا جراحی بیماری را درمان می‌کند.